# Norrie May-Welby
Norrie May-Welby é a assinatura artística de Bruce Norrie Watson (23 de maio de 1961 em Paisley), uma pessoa escocesa que foi registrada primeiramente como homem e, depois de tratamentos hormonais, foi registrada na Austrália como mulher. Estando com insatisfação parou o seu tratamento e veio, após decisão judicial, a ser declarada oficialmente sem sexo. Norrie declara-se uma pessoa andrógina e é ativista da associação Sex and Gender Education.
A Austrália foi o primeiro país no mundo a reconhecer um gênero não-especificado.